# Chrzest Rusi

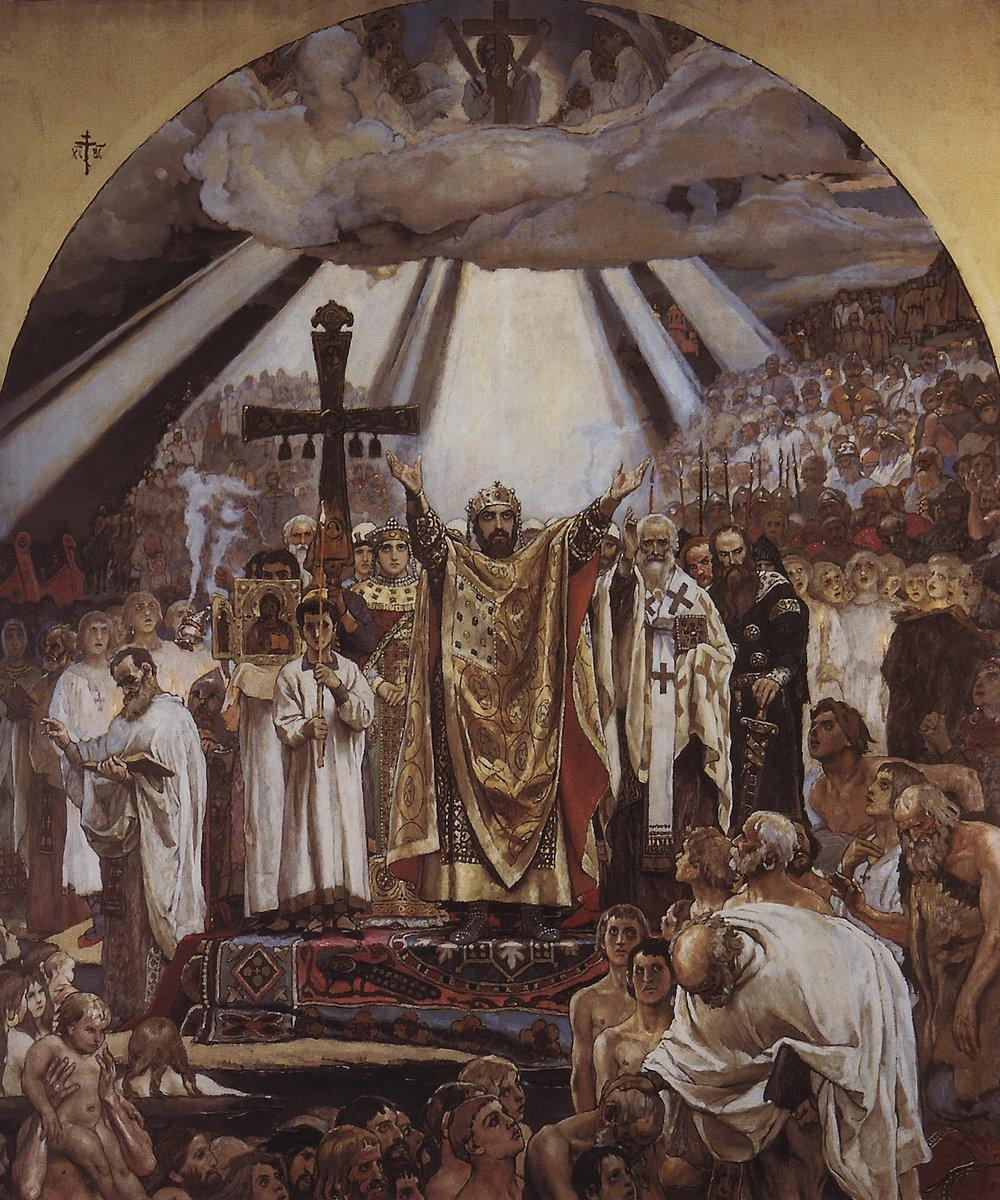
Chrzest Włodzimierza. Fresk W. Wasniecowa w soborze włodzimierskim w Kijowie

Chrzest Rusi – proces masowego przyjęcia i rozszerzenia chrześcijaństwa (chrystianizacji) na ziemiach Rusi Kijowskiej. Jako datę symboliczną przyjmuje się chrzest Włodzimierza oraz masowy chrzest mieszkańców Kijowa, a także innych miast, w Dnieprze w roku 988 (podaje się również rok 989), na polecenie wielkiego księcia kijowskiego Włodzimierza I Wielkiego.

## Pierwsi chrześcijanie na Rusi
Przyczyną wczesnej chrystianizacji Rusi było najpewniej korzystne położenie geograficzne (sąsiedztwo Morza Czarnego i niewielka odległość do Bliskiego Wschodu). Wpływy chrześcijańskie pojawiały się tutaj od początku chrześcijaństwa.
Już w I wieku naszej ery pojawił się w Chersonezie Taurydzkim apostoł Andrzej, znajdując wyznawców nowej wiary wśród greckich kolonistów, i tworząc pierwsze gminy religijne. Stamtąd wiara chrześcijańska rozprzestrzeniła się wzdłuż wybrzeży Morza Czarnego.
Według niepewnych informacji, podawanych przez Powieść minionych lat, apostoł Andrzej podczas jednej ze swoich licznych wypraw, trafił również do miejsca, gdzie obecnie znajduje się Kijów. Pobłogosławił górę, na której obecnie znajduje się cerkiew św. Andrzeja w Kijowie, i ustawił na niej krzyż.
Drugą osobą, która krzewiła chrześcijaństwo na terenie Rusi, był papież Klemens I, który zresztą poniósł męczeńską śmierć na terenie Chersonezu.
Kolejnymi wyznawcami chrześcijaństwa (ariańskiego), żyjącymi w IV w. n.e. na północnym wybrzeżu Morza Czarnego, byli Goci, wyparci z terenów Rusi przez Hunów.
Następnymi byli Cyryl i Metody w IX wieku, którzy powracając z misji zabrali szczątki Klemensa I, i zawieźli je do Rzymu.

## Przygotowania do chrztu Rusi
Przypuszczalnie już w 860 dwaj kniaziowie ruscy przyjęli chrzest, ponieważ w 864 Focjusz I Wielki pisał w liście do jednego z nich, że wysłał do niego biskupa. Nie wiadomo jednak, czy był to biskup Kijowa, czy też Tmutarakania. 
W 866 (niekiedy podaje się 867) nastąpił pierwszy chrzest Rusi w wyniku akcji misyjnej Bizancjum i powstała metropolia, na czele której stał Bułgar – Mychajił, który nakłonił kniazia Askolda do przyjęcia chrześcijaństwa. Według przekazów na grobie Askolda w Kijowie wybudowano cerkiew św. Mykoły, co świadczyłoby, że był chrześcijaninem. Po zabójstwie Askolda, Kijów zdobył jednak w 882, wykorzystawszy pogańską opozycję, Oleg Mądry. Za jego rządów chrześcijaństwo znalazło się w odwrocie. 
Następca Olega, książę Ihor preferował dualistyczne podejście do religii. Nie zwalczał ani tradycyjnej religii, ani chrześcijaństwa, nie protestował natomiast przeciw pokojowemu jej rozszerzaniu. Wiadomo, że za czasów Ihora istniała już w Kijowie cerkiew św. Ilji, a podczas rozmów z Grekami po nieudanym ataku na Konstantynopol w 944 część jego posłów przysięgała na Ewangelię. Zawarł wtedy z Bizancjum układ handlowy i otworzył kraj dla wpływów chrześcijaństwa.
Po śmierci Ihora w 945 władzę objęła księżna Olga. Olga ochrzciła się prawdopodobnie w 957 w Konstantynopolu (niektóre źródła podają, że w 955), i rozpoczęła proces chrystianizacji kraju. Ponieważ nie mogła doczekać się na misję z Bizancjum, w 959 zwróciła się z prośbą o pomoc do cesarza Ottona I. W 960 przysłał on dla Rusi biskupa Libucjusza z klasztoru św. Albana w Moguncji. Biskup zmarł w 961, i na jego miejsce przysłano arcybiskupa Adalberta z Trewiru. Jednak niebawem musiał on uchodzić z powrotem do ojczyzny z powodu zagrożenia życia.
Syn Olgi – Światosław I nie był jednak zainteresowany chrześcijaństwem, i nie zgodził się na chrzest. Twierdził on, że dwór nie przyjmie pozytywnie tego faktu. Widocznie i lud, i jego drużyna, i dwór nie byli jeszcze gotowi do przyjęcia chrześcijaństwa.
Dopiero jego synowie – Jaropełk i Ołeh, byli już ochrzczeni. Jaropełk w roku 973 wysłał poselstwo do Ottona I, a w 977 do papieża. W tym samym roku przybyło poselstwo papieża do Jaropełka, które było pierwszym poselstwem z Rzymu. W Kijowie założono łacińską diecezję na czele z arcybiskupem Bonifacym, która przetrwała do 979.
Po śmierci Światosława I rozpoczął się okres walk pomiędzy jego synami, z którego zwycięsko wyszedł Włodzimierz.

## Chrzest Rusi
Kniaź Włodzimierz doszedłszy do władzy dzięki pomocy drużyny wikingów oraz pogańskich elit w 980, postanowił się zrewanżować. W miejscu starej świątyni, gdzie stał posąg Peruna, postawił nową, z całym panteonem bóstw: Perun, Dażboh, Chors, Stryboh, Simargł i Mokosz (bóstwami Polan, Drewlan, Siewierzan, Dregowiczów, Krywiczów i Słowienów).
Po pewnym czasie stwierdził jednak, że bez wprowadzenia nowej wiary państwowej w miejsce plemiennych bóstw nie uda mu się zjednoczyć kraju. Poza tym Ruś Kijowska egzystowała wtedy praktycznie w otoczeniu państw chrześcijańskich.
Według kronikarzy z natury okrutny, wojowniczy i rozpustny (miał kilkanaście żon i podobno 800 konkubin), zmienił się całkowicie po przyjęciu chrztu w Chersonezie na Krymie i ślubie z Anną, siostrą cesarza Bizancjum Bazylego II w 988. Po powrocie do Kijowa zniszczył pogańskie chramy, wrzucił własnoręcznie posąg Peruna do Dniepru i po przybyciu duchownych z Bizancjum kazał przeprowadzić masowy chrzest ludności w Dnieprze. Zwycięzca Waregów i zjednoczyciel państwa stał się teraz pokojowym i miłosiernym władcą, choć ustanowił surowe kary za pozostawanie w błędach bałwochwalstwa. W Kijowie wzniósł sławną Cerkiew Dziesięcinną Zaśnięcia Matki Bożej i kościół Przemienienia Pańskiego oraz założył pierwszą na Rusi szkołę.
Hierarchicznie Ruś została podporządkowana patriarchatowi w Konstantynopolu i otrzymała metropolię w Kijowie, której podlegały arcybiskupstwa w Czernihowie i Perejasławiu, oraz biskupstwa w Białogrodzie, Nowogrodzie i Połocku. 
Za czasów kniazia Włodzimierza metropolia kijowska była podporządkowana patriarchatowi w Konstantynopolu, utrzymywała również kontakty z Rzymem. Świadczy o tym poselstwo z Rzymu w 988, które przywiozło relikwie świętych Klemensa i Tytusa do Chersonia. W 991 przybyło poselstwo od papieża Jana XV. W 1000 posłowie papieża Sylwestra II przywieźli relikwie świętych: Wita, Apolinarego, Benedykta oraz innych świętych dla cerkwi, które masowo wznoszono na Rusi.
Chrześcijaństwo wzmacniało władzę księcia, przemieniając Ruś w silne państwo europejskie. Kościół na Rusi w tym czasie podlegał Konstantynopolowi i do 1237 metropolitami Kijowa byli zwykle Grecy. Ponad połowa spośród biskupów okresu kijowskiego to rdzenni Rusini, jeden z nich był nawet nawróconym Żydem, a inny Syryjczykiem. 
Kijów podtrzymywał bliskie kontakty nie tylko z Bizancjum, ale i z Europą Zachodnią. Pewne znamiona organizacji wczesnego Kościoła na Rusi, jak na przykład kościelne dziesięcina nie wywodziły się z Bizancjum, lecz z Zachodu. W Kijowie czczonych było wielu zachodnich świętych, których imiona nie pojawiają się kalendarium bizantyńskim, a ułożona na Rusi w XI wieku modlitwa do Trójcy Świętej wymienia świętych angielskich, Albana i Botolfa, jak również francuskiego świętego, Marcina z Tours. Niektórzy autorzy upierają się nawet przy tym, że do 1054 roku ruskie chrześcijaństwo było bardziej łacińskie, niż greckie. Ruś okresu kijowskiego była bliższa Zachodowi, niż w jakimkolwiek innym okresie, aż do panowania Piotra Wielkiego, jednakże nieporównywalnie więcej zawdzięczała kulturze bizantyńskiej, niż łacińskiej.

## Kontrowersje

### Dotyczące chrztu Olgi
Data chrztu Olgi (która na chrzcie przyjęła imię Helena), nie została ostatecznie rozstrzygnięta (podaje się rok 955 i 957). Tradycja bizantyjska nakazywała, aby na chrzcie przyjmować imię panującego cesarza. Tak stało się w tym przypadku – Olga przyjęła imię żony Konstantyna VII. Mało prawdopodobne wydaje się, aby Olga gościła w Konstantynopolu dwukrotnie – w 955 i 957. Nie pozwalała na to wewnętrzna i zagraniczna sytuacja Rusi. Istnieją 2 źródła opisujące to wydarzenie – Powieść minionych lat i Księga ceremonii dworu bizantyjskiego. Powieść datuje chrzest Olgi, łącznie z pobytem w Konstantynopolu, na rok 955. 
Tymczasem Konstantyn VII w Księdze ceremonii dworu bizantyjskiego, opisując dwa przyjęcia księżnej w dniach 9 września i 18 października 957, używa jej pogańskiego imienia Helgas (Elga), a nie imienia z chrztu – Helena. Można więc przypuszczać, że chrzest nastąpił po tej dacie, być może nawet na początku roku następnego. Jednak fakt, że w czasie wizyty towarzyszył jej kapelan Grzegorz, może wskazywać, że była ochrzczona już wcześniej.

### Dotyczące chrztu Włodzimierza
W 988 cesarz Bazyli II Bułgarobójca, zagrożony przez bunt Bardasa Fokasa, zwrócił się do księcia Włodzimierza z prośbą o udzielenie pomocy wojskowej. Było to zgodne z traktatem, zawartym w 971 między Światosławem a Janem I Tzimiskesem. Włodzimierz wyraził zgodę, pod warunkiem otrzymania ręki siostry cesarza, Anny. Cesarz, po otrzymaniu zgody Włodzimierza na chrzest, i przysłaniu przez niego pomocy wojskowej, wyraził na to zgodę. Jednak po zwycięstwie nad Bardasem Fokasem nie zamierzał dotrzymać umowy. Dopiero atak Włodzimierza na Chersonez wiosną 989 roku zmusił go do realizacji obietnicy.
Istnieją kontrowersje co do miejsca i daty chrztu Włodzimierza. Część badaczy na podstawie źródeł twierdzi, że chrzest odbył się w Kijowie 6 stycznia 988, w święto Objawienia Pańskiego. 
Powieść minionych dni opowiada się za Chersonezem: „Ochrzcił się w cerkwi świętego Bazylego, a znajduje się ta cerkiew w Korsuniu. (...) Nieznający zaś prawdy mówią, jakoby ochrzcił się w Kijowie, inni zaś mówią o Wasylewie”. 
Jeżeli chrzest odbył się w Chersonezie, to nie w roku 988, tylko w rok później, ponieważ dopiero 13 kwietnia 989 udało się cesarzowi i Włodzimierzowi zwyciężyć Fokasa w bitwie pod Abydos. Po zdobyciu Chersonezu okupowanego przez Fokasa, chrzcie i ślubie, Włodzimierz miałby żonę Annę, chersoneskiego biskupa Atanazego, księży, relikwie świętych Klemensa i Teba, oraz ikony i naczynia liturgiczne zabrać do Kijowa.